# 고구 (송나라)
고구(중국어: 高俅, 병음: Gāo Qiú, 1076년? ~ 1126년 음력 5월 14일)은 북송 휘종 때의 관료로 수호전의 악역으로 잘 알려진 한편, 당시의 정치 파벌의 우두머리이기도 했다.

## 정사에서의 고구
개봉부(開封府)에서 고돈복(高敦復)의 아들로 태어났으며 형제가 2명 있었다.
『휘진록(揮麈錄)』(zh)에 따르면 고구는 소식(蘇軾)의 종 출신으로, 글을 잘 썼다고 한다. 후에 왕선(zh)을 수행했고, 휘종 때가 되어 유중무(劉仲武)의 밑에서 공을 세웠다. 이후 임려(zh)를 따라 요나라에 사절로 다녀왔다가 삼아관군(三衙管軍)에 발탁되어 최종적으로 태위(太尉)가 되었다.
휘종 퇴위 후 세력을 잃고 흠종 원년 5월 14일에 병으로 죽었다.
고구는 휘종이 개인에 대한 호불호만을 가지고 능력과 상관 없이 인물을 등용한 좋은 예로 꼽힌다. 당시에도 좋은 평을 받지 못했으며, 그렇게까지 악인은 아닌 고구가 상당한 악인으로 알려지는 원인이 되기도 했다.

## 수호전에서의 고구
수호전에서의 고구도 휘진록의 기록을 바탕으로 하고 있다. 시정의 건달 출신으로 축국을 잘하여 단왕(즉위 전의 휘종)의 눈에 들어 그의 황제 즉위 후 무겁게 쓰여 태위가 된다. 태위에 취임하자마자 건달 시절 자신을 혼쭐냈던 약장수의 아들 80만 금군교두 왕진에게 벌을 내리려 하나, 주변 신하들의 만류로 그러지 못하고 왕진은 노모와 함께 도주해 무위로 돌아간다.
양아들인 고아내(高衙內)가 임충의 처를 탐냈던 관계로 고구는 임충을 모함하여 유배를 보내고 후에 죽이려 했다. 그러나 임충은 양산박으로 달아났고, 고당주 지부를 지내던 사촌동생 고렴이 양산박 군사에게 죽임을 당하자, 고구는 이를 토벌하고자 군을 동원하여 침공하지만 오히려 사로잡히게 된다.